# Félines-sur-Rimandoule
Pour les articles homonymes, voir Félines.
Félines-sur-Rimandoule est une commune française située dans le département de la Drôme, en région Auvergne-Rhône-Alpes.

## Géographie

### Localisation
La commune est située à 28 km à l'est de Montélimar et à 10 km au nord de Dieulefit.

### Hydrographie
Dictionnaire topographique du département de la Drôme :
- La Rimandoule est un torrent qui traverse les communes de Truinas, Félines, la Rochebaudinet le Pont-de-Barret, et se jette dans le Roubion après un cours de 10,6 km.
- Attestations :
  - 957 : Rivus que dicitur Amarantia (cartulaire de Saint-Chaffre, 7).
  - 1327 : Rimandolas (archives de la Drôme, E 798).
- En 1891, il avait une largeur moyenne de 12 mètres et une pente de 215 mètres. Son débit ordinaire était de 0,05 m3, l'extraordinaire était de 150 m3.

### Climat
Pour des articles plus généraux, voir Climat d'Auvergne-Rhône-Alpes et Climat de la Drôme.
En 2010, le climat de la commune est de type climat méditerranéen altéré, selon une étude du CNRS s'appuyant sur une série de données couvrant la période 1971-2000. En 2020, Météo-France publie une typologie des climats de la France métropolitaine dans laquelle la commune est exposée à un climat de montagne ou de marges de montagne et est dans la région climatique  Alpes du sud, caractérisée par une pluviométrie annuelle de 850 à 1 000 mm, minimale en été. 
Pour la période 1971-2000, la température annuelle moyenne est de 12 °C, avec une amplitude thermique annuelle de 16,3 °C. Le cumul annuel moyen de précipitations est de 960 mm, avec 7,9 jours de précipitations en janvier et 4,3 jours en juillet. Pour la période 1991-2020, la température moyenne annuelle observée sur la station météorologique de Météo-France la plus proche, sur la commune de Bourdeaux à 7 km à vol d'oiseau, est de 11,9 °C et le cumul annuel moyen de précipitations est de 953,4 mm,. Pour l'avenir, les paramètres climatiques de la commune estimés pour 2050 selon différents scénarios d'émission de gaz à effet de serre sont consultables sur un site dédié publié par Météo-France en novembre 2022.

### Voies de communication et transports
Le territoire de la commune est traversé par les routes départementales suivantes : RD110, RD328 et RD718

## Urbanisme

### Typologie
Au 1er janvier 2024, Félines-sur-Rimandoule est catégorisée commune rurale à habitat très dispersé, selon la nouvelle grille communale de densité à 7 niveaux définie par l'Insee en 2022.
Elle est située hors unité urbaine et hors attraction des villes,.

### Occupation des sols
L'occupation des sols de la commune, telle qu'elle ressort de la base de données européenne d’occupation biophysique des sols Corine Land Cover (CLC), est marquée par l'importance des forêts et milieux semi-naturels (65,7 % en 2018), en augmentation par rapport à 1990 (61,6 %). La répartition détaillée en 2018 est la suivante : 
forêts (58 %), zones agricoles hétérogènes (23,1 %), prairies (11,3 %), milieux à végétation arbustive et/ou herbacée (7,7 %). L'évolution de l’occupation des sols de la commune et de ses infrastructures peut être observée sur les différentes représentations cartographiques du territoire : la carte de Cassini (XVIIIe siècle), la carte d'état-major (1820-1866) et les cartes ou photos aériennes de l'IGN pour la période actuelle (1950 à aujourd'hui).

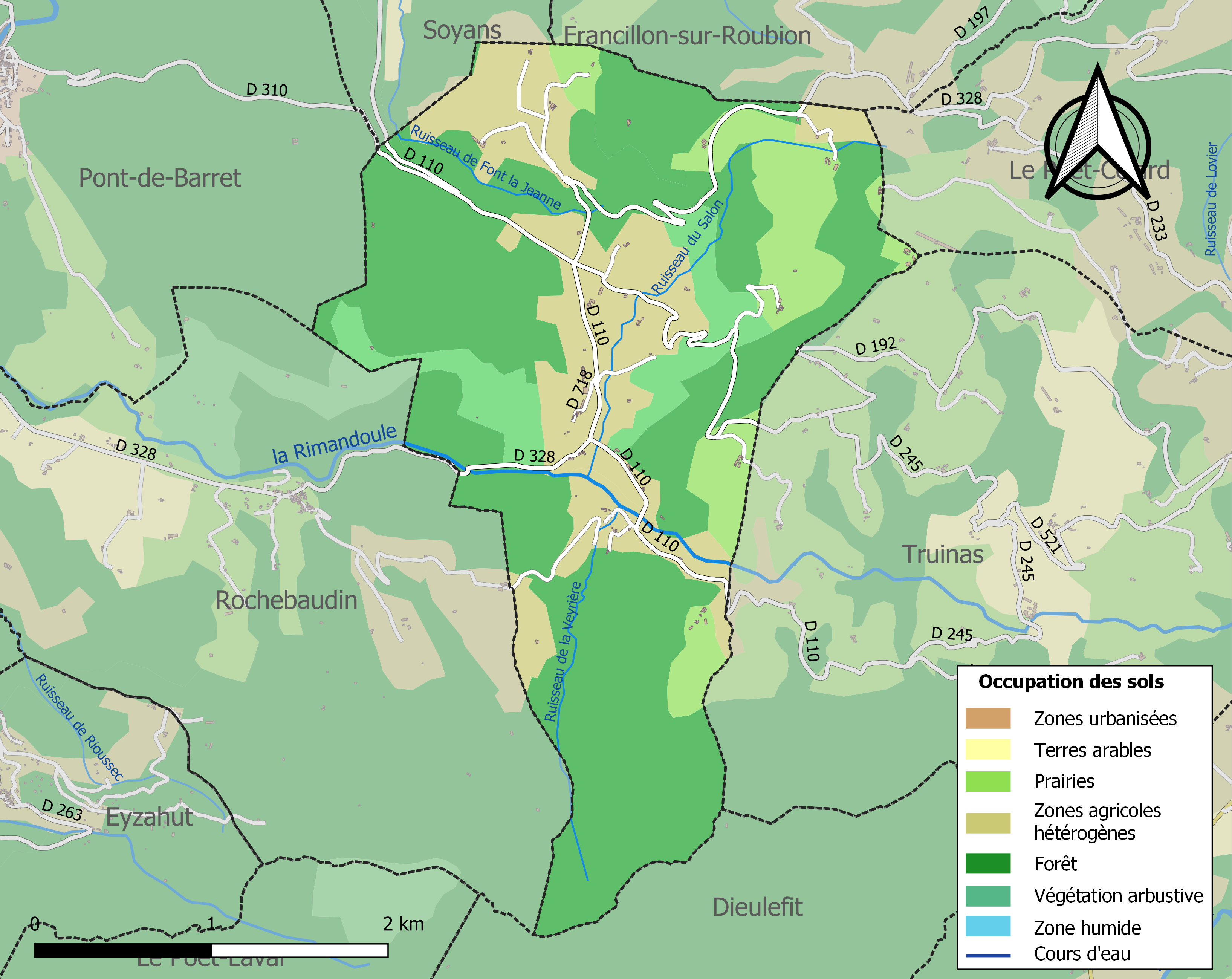
Carte des infrastructures et de l'occupation des sols de la commune en 2018 (CLC).

### Morphologie urbaine
La commune est constituée de fermes (hameaux) éparpillées.

## Toponymie

### Attestations
Dictionnaire topographique du département de la Drôme :
- 1178 : Filinae (cartulaire de Die, 5).
- 1313 : De Fillinis, apud Filinas (archives de la Drôme, E 4005).
- 1332 : Felinas (Gall. christ., XVI, 129).
- XIVe siècle : mention de la paroisse : Capella de Felinis (pouillé de Die).
- 1415 : mention de la paroisse : Cura de Fellenis (rôle de décimes).
- 1442 : Castrum de Fellinis (choix de docum., 270).
- 1509 : mention de l'église Saint-Marcellin : Ecclesia Sancti Marcellini de Felinis (visite épiscopale).
- 1576 : Fellinies (rôle de décimes).
- 1891 : Félines, commune du canton de Bourdeaux.

(non daté)[réf. nécessaire] : Félines-sur-Rimandoule, Rimandoule étant le nom d'un ruisseau passant sur la commune.

### Étymologie

#### Rimandoule
Nom de La Rimandoule, ruisseau de la commune.

## Histoire
Pour un article plus général, voir Histoire de la Drôme.

### Du Moyen Âge à la Révolution
La seigneurie :
- La terre est un fief des comtes de Diois.
- 1295 : elle appartient aux Quint qui prennent le nom de Félines.
- 1330 : les Quint-Félines transigent avec les habitants au sujet de leurs droits.
- La terre passe (par héritage) aux Clermont-Montoison.
- Vendue (pendant une période) aux Peyrol.
- 1484 : rachetée par les Quint-Félines, derniers seigneurs.

1786 (démographie) : 30 habitants.
Avant 1790, Félines était une communauté de l'élection, subdélégation et sénéchaussée de Montélimar, formant une paroisse de Die, dont l'église était dédiée à saint Marcellin et dont les dîmes appartenaient au prieur de Saint-Marcel-de-Sauzet qui présentait à la cure.

### De la Révolution à nos jours
En 1790, la commune fait partie du canton de Bourdeaux.
1907 : le vieux village est détruit par de fortes pluies.
(non daté)[réf. nécessaire] : la commune passe du canton de Bourdeaux à celui de Dieulefit.

## Politique et administration

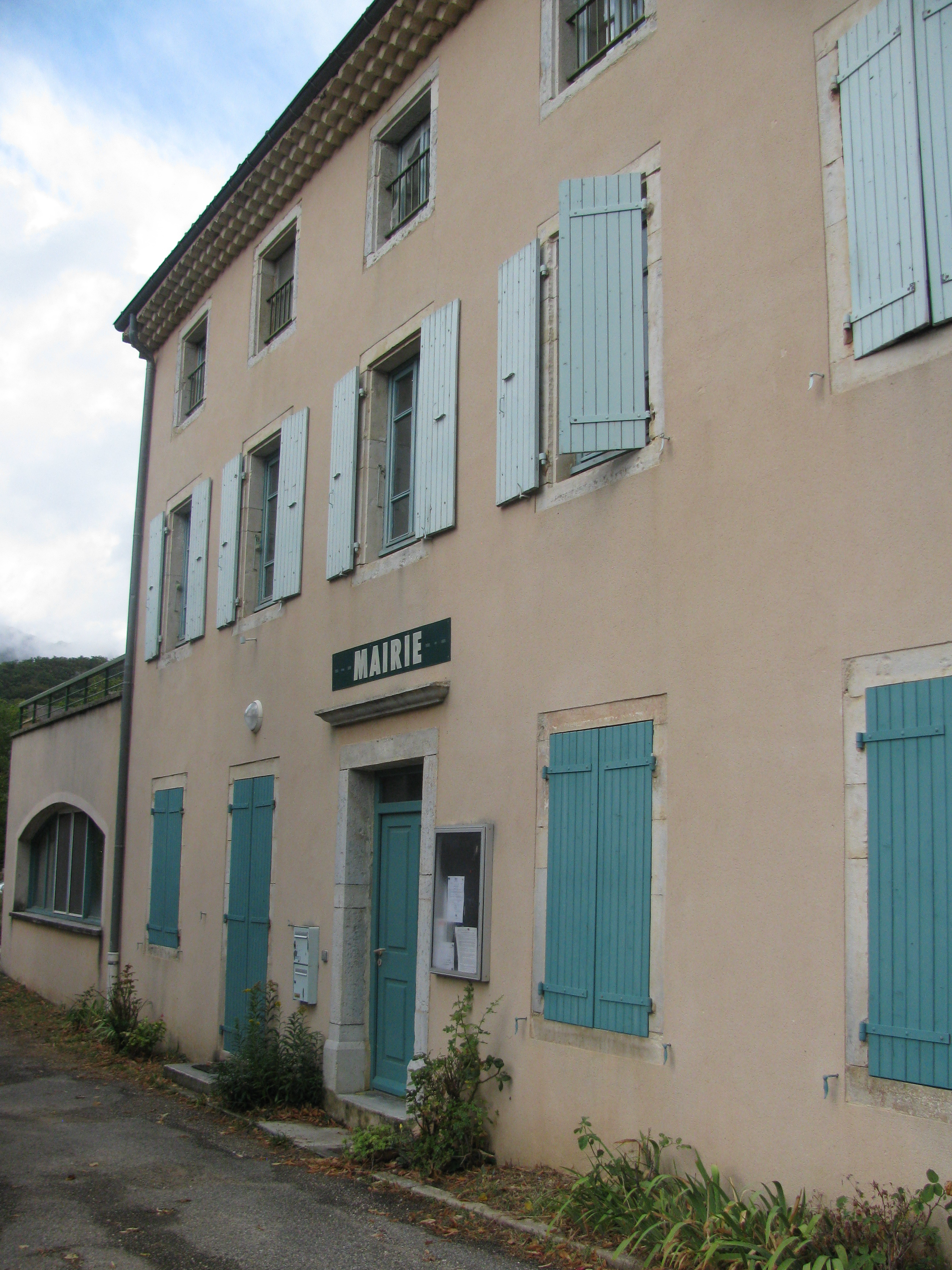
Mairie de Félines-sur-Rimandoule.

### Liste des maires
| Période                                  | Période                 | Identité       | Étiquette | Qualité  |
| ---------------------------------------- | ----------------------- | -------------- | --------- | -------- |
| Les données manquantes sont à compléter. |                         |                |           |          |
| avant 1981                               | ?                       | Pierre Rodet   | DVG       |          |
| mars 2008                                | 2011 (démission)        | Patrick Cuer   |           |          |
| mars 2011                                | 9 novembre 2017 (décès) | Gérard Triaire | DVG       | Retraité |

## Population et société

### Démographie
L'évolution du nombre d'habitants est connue à travers les recensements de la population effectués dans la commune depuis 1793. Pour les communes de moins de 10 000 habitants, une enquête de recensement portant sur toute la population est réalisée tous les cinq ans, les populations de référence des années intermédiaires étant quant à elles estimées par interpolation ou extrapolation. Pour la commune, le premier recensement exhaustif entrant dans le cadre du nouveau dispositif a été réalisé en 2007.

En 2022, la commune comptait 84 habitants, en évolution de +10,53 % par rapport à 2016 (Drôme : +2,64 %, France hors Mayotte : +2,11 %).
| 1793 | 1800 | 1806 | 1821 | 1831 | 1836 | 1841 | 1846 | 1851 |
| ---- | ---- | ---- | ---- | ---- | ---- | ---- | ---- | ---- |
| 308  | 234  | 298  | 291  | 283  | 273  | 272  | 249  | 257  |

| 1856 | 1861 | 1866 | 1872 | 1876 | 1881 | 1886 | 1891 | 1896 |
| ---- | ---- | ---- | ---- | ---- | ---- | ---- | ---- | ---- |
| 271  | 268  | 281  | 268  | 249  | 254  | 250  | 236  | 213  |

| 1901 | 1906 | 1911 | 1921 | 1926 | 1931 | 1936 | 1946 | 1954 |
| ---- | ---- | ---- | ---- | ---- | ---- | ---- | ---- | ---- |
| 199  | 191  | 171  | 162  | 140  | 131  | 144  | 149  | 84   |

| 1962 | 1968 | 1975 | 1982 | 1990 | 1999 | 2006 | 2007 | 2012 |
| ---- | ---- | ---- | ---- | ---- | ---- | ---- | ---- | ---- |
| 66   | 69   | 78   | 86   | 85   | 71   | 67   | 66   | 71   |

| 2017 | 2022 | - | - | - | - | - | - | - |
| ---- | ---- | - | - | - | - | - | - | - |
| 79   | 84   | - | - | - | - | - | - | - |

### Enseignement
La commune est rattachée à l'académie de Grenoble.

### Manifestations culturelles et festivités
- Fête : dernier dimanche d'octobre[13].

### Médias
Le territoire de la commune se situe dans l'aire de diffusion de plusieurs médias :
- Presse écrite
  - Le Dauphiné libéré, quotidien régional qui consacre, chaque jour, y compris le dimanche, dans son édition de « Romans et Drôme des collines » un ou plusieurs articles à l'actualité du canton et de la commune, ainsi que des informations sur les éventuelles manifestations locales, les travaux routiers, et autres événements divers à caractère local.
  - L'Agriculture Drômoise, journal d'informations agricoles et rurales, couvre l'ensemble du département de la Drôme.
  - Drôme Hebdo (ancien Peuple Libre), hebdomadaire chrétien d'informations.
- Presse audio-visuelle
  - France Bleu est une radio publique diffusée sur son territoire.

## Économie
En 1992 : pâturages (ovins, caprins) / Produit local : le Picodon.

## Culture locale et patrimoine

### Lieux et monuments

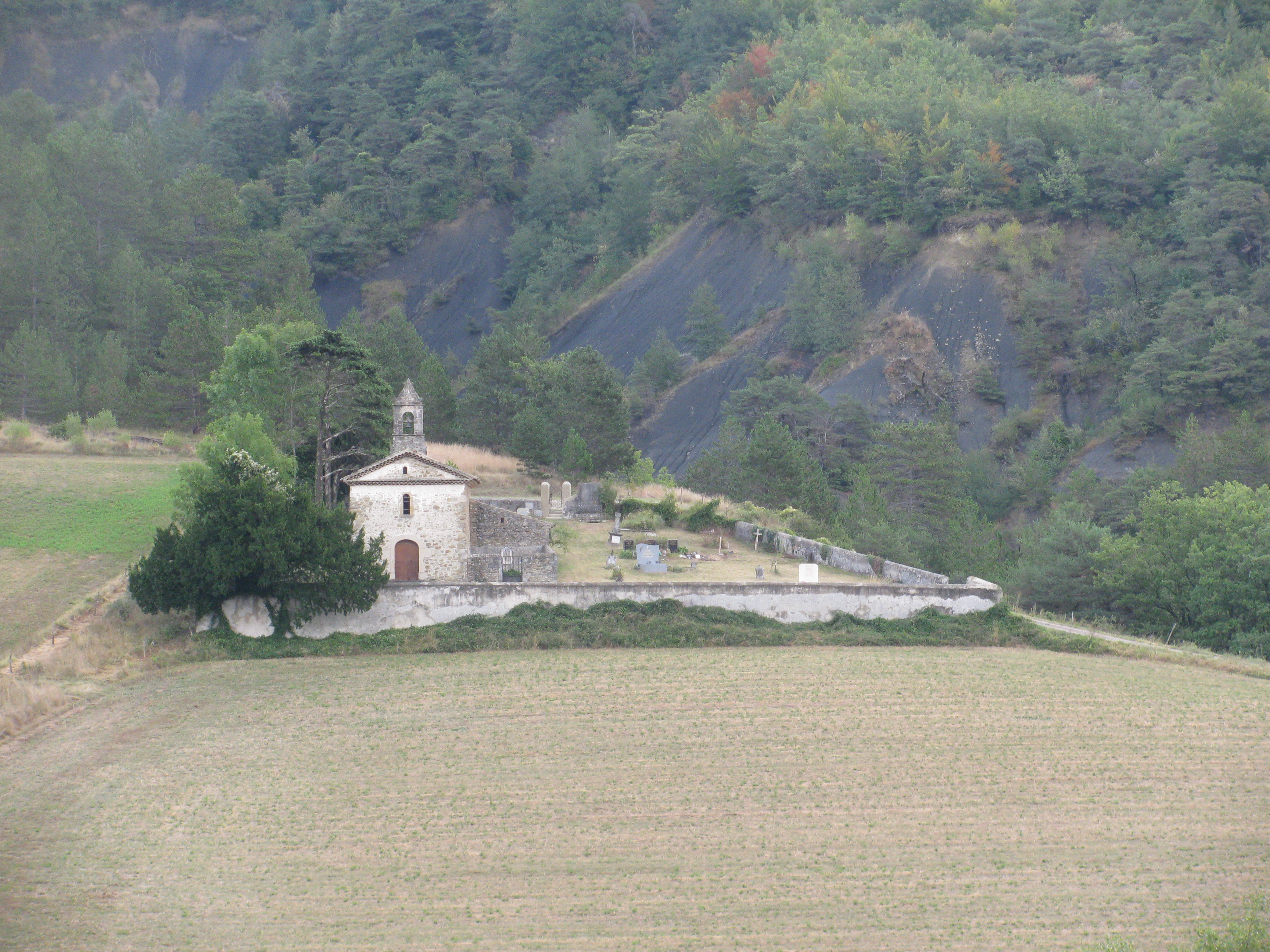
chapelle Saint Antoine de Félines-sur-Rimandoule

- Église Saint-Barthélémy-et-Saint-Sébastien de Félines-sur-Rimandoule, rurale[13].
- Chapelle de l'Ermitage, sur les hauteurs du village[réf. nécessaire].
- Chapelle Saint-Antonin (au cimetière) : encensoir (classé) et croix du XVIIIe siècle (classée)[13].
- Monument au Maquis de Félines[13].

### Patrimoine naturel
- Vallée de la Rimandoule[13].

### Personnalités liées à la commune
- Michèle Rivasi, députée apparentée PS de la Première circonscription de la Drôme de 1997 à 2002, décédée en 2023, conseillère municipale de Valence de 2008 à 2014, vice-présidente du Conseil général de la Drôme de mars 2008 à septembre 2009 et députée européenne écologiste du Sud-Est depuis 2009, a été de 1995 à 2001 conseillère municipale de Félines-sur-Rimandoule[21], dont son époux Gérard Triaire a été maire de 2011 à son décès en 2017.

### Héraldique, logotype et devise
|  | Félines-sur-Rimandoule possède des armoiries dont l'origine et le blasonnement exact ne sont pas disponibles. |